# Medaglia del principe reggente Luitpold
La medaglia del principe reggente Luitpold (in tedesco Prinzregent Luitpold-Medaille), fu un'onorificenza concessa dal Regno di Baviera.
La medaglia venne concessa dal principe reggente Luitpold di Baviera il 30 giugno 1905 come medaglia al merito in due classi, oro e argento. Essa venne concessa al personale militare e civile in servizio per il suo 90º compleanno.

## Insegna
La medaglia, di forma ovale, presenta sul diritto il profilo del principe reggente rivolto verso sinistra con l'iscrizione LUITPOLD PRINZ-REGENT VON BAYERN. Sul retro si trova lo stemma della Baviera affiancato da due bandiere nazionali e attorniato dal motto IN TREVE FEST e dalla data 1905.
Il nastro per la classe civile era di colore rosso ponceau, mentre per la classe militare era rosso con una fascia verde per parte.
La medaglia d'oro era indossata al collo, mentre quella d'argento era portata al petto, nella parte sinistra.

## Insigniti notabili
- Wilhelm Conrad Röntgen
- Otto Sponheimer
- Wilhelm Rupprecht
- Rudolf Koch-Erpach
- Franz Landgraf